# Championnat Élite de Football Américain
Das Championnat Élite de Football Américain, auch Casque de Diamant genannt, ist der Wettbewerb um den französischen Meistertitel in der Sportart American Football. Veranstalter ist der französische Football-Verband Fédération Française de Football Américain (FFFA). Der Wettbewerb wird seit 1982 im Ligamodus mit anschließenden Play-offs ausgetragen. Bis 1994 trugen das Endspiel und der Meistertitel den Namen Casque d’Or.

## Geschichte
Zur ersten Saison 1982 traten lediglich vier Mannschaften an, die allesamt aus dem Großraum Paris stammten. Den Titel holte sich die Mannschaft Spartacus de Paris durch einen 44:0-Sieg im Finale um den Casque d’Or (Goldener Helm) gegen Méteores de Nogent.  Auch in den Folgejahren blieb der Wettbewerb fast ausschließlich auf die Region um Paris beschränkt.   So traten 1986 zehn Mannschaften an, die alle aus Paris und dessen Vororten stammten.  Lediglich 1984 war mit den Panthères Jaunes de Nantes ein Team von außerhalb der Hauptstadtregion in der Liga, das jedoch sieglos blieb.
Mit der Saison 1987 und der Aufstockung der Liga auf 16 Mannschaften wurde der Casque d’Or dann wirklich zum landesweiten Wettbewerb. Dabei zogen die Aix-en-Provence Argonautes als erstes Team von außerhalb der Île-de-France ins Halbfinale ein, die Castors de Paris gewannen ihren ersten Titel.  Die folgenden beiden Meisterschaften gewannen ebenfalls die Castors.  Bei ihrem dritten Titel waren die Argonautes Finalgegner, die damit auch als erste Mannschaft außerhalb der Hauptstadtregion ins Finale einzogen. 
Auch in den folgenden beiden Jahren standen sich diese beiden Teams im Finale gegenüber, wobei nun jeweils die Argonautes gewannen.  Dies war zugleich der Beginn einer Ära, in der das Team aus Aix-en-Provence die Liga dominierte.  Im Jahr 1992 gewannen die Argonautes ihren dritten Titel in Folge und standen auch in den Folgejahren immer im Finale.
Zur Saison 1995 wurde der Name der Meisterschaft in Casque de Diamant (Diamantener Helm) abgeändert. Der Titel der zweiten Division wurde gleichzeitig von Casque d’Argent (Silberner Helm) in Casque d’Or umbenannt. Der Casque d’Argent wurde fortan als Meisterschaft der dritten Liga vergeben. Der erste Casque de Diamant ging an die Aix-en-Provence Argonautes. Bis zum Jahr 2002 folgten vier weitere nationale Titel, wodurch die Argonautes mit acht Meisterschaften zur national erfolgreichsten Mannschaft wurden.  Mit dem Erreichen des Casque de Diamant 2004 waren die Argonautes in 16 aufeinander folgenden Jahren im Endspiel um die französische Meisterschaft vertreten, dieser Rekord hat bis heute Bestand.
Häufigster Gegner der Argonautes im Casque de Diamant war Flash de La Courneuve.  Zwischen 1997 und 2006 standen sich die beiden Teams sieben Mal im Finale gegenüber.  Mit fünf Titeln in Folge von 2005 bis 2009 stellte Flash einen bis heute andauernden Rekord auf und löste damit die Argonautes als dominierendes Team der Meisterschaft ab. In der Saison 2011 holte sich Flash den neunten Meistertitel und ist seither französischer Rekordmeister.
Die Titel in den Jahren 2013 und 2014 gingen an die Thonon Black Panthers, die sich im Casque de Diamant 2015 dem aktuellen Titelträger Saint-Ouen Cougars geschlagen geben mussten.

## Modus
Die Liga ist in zwei Gruppen, ein Nord- und einer Südgruppe, mit jeweils sechs Mannschaften unterteilt.  Beide Gruppen spielen einen Jeder-gegen-jeden-Turnier mit Hin- und Rückspielaus.  Das beste Team jeder Gruppe qualifiziert sich direkt fürs Halbfinale, die Teams auf den Plätzen zwei und drei spielen über Kreuz in einer Wild-Card-Runde die beiden anderen Halbfinalplätze aus.  Die Abstiegskandidaten, beziehungsweise die Teilnehmer der Relegation, werden anhand der Rangfolgen innerhalb der Gruppen ermittelt.
Der Modus besteht in dieser Form seit 2019.  Zwischen 2011 und 2018 gab es Spiele zwischen den beiden Gruppen und es wurde eine Gesamttabelle erstellt, aus der sich die besten vier Teams direkt für das Halbfinale qualifizierten.

## Teams der Saison 2025

### Gruppe Nord
- Molosses d’Asnières
- Flash de La Courneuve
- Leopards de Rouen
- Saint-Ouen Cougars
- Thonon Black Panthers
- Tours Pionniers

### Gruppe Süd
- Aix-en-Provence Argonautes
- Cannes Iron Mask
- Grizzlys Catalans
- Marseille Blue Stars
- Nice Dauphins
- Toulouse Ours

## Endspiele
|                   | Datum         | Meister                              | Finalist                           | Ergebnis    | Austragungsort                              |
| Casque d’Or       | Casque d’Or   | Casque d’Or                          | Casque d’Or                        | Casque d’Or | Casque d’Or                                 |
| ----------------- | ------------- | ------------------------------------ | ---------------------------------- | ----------- | ------------------------------------------- |
| I                 | 1982          | Spartacus de Paris                   | Météores de Nogent                 | 44:00       | Stade Jean-Bouin, Paris                     |
| II                | 21. Mai 1983  | Spartacus de Paris                   | Anges Bleus de Montreuil           | 34:14       | Stade Jean-Bouin, Paris                     |
| III               | 1984          | Anges Bleus de Montreuil             | Spartacus de Paris                 | 20:00       | Stade Jean-Bouin, Paris                     |
| IV                | 1985          | Paris Jets                           | Challengers de Paris               | 6:0         | Stade Jean-Bouin, Paris                     |
| V                 | 1986          | Anges Bleus de Montreuil             | Spartacus de Paris                 | 20:20       | Stade Jean-Bouin, Paris                     |
| VI                | 21. Juni 1987 | Paris Castors                        | Paris Jets                         | 75:00       | Stade Jean-Bouin, Paris                     |
| VII               | 26. Juni 1988 | Paris Castors                        | Anges Bleus de Joinville 1         | 7:0         | Stade Jean-Bouin, Paris                     |
| VIII              | 18. Juni 1989 | Paris Castors                        | Aix-en-Provence Argonautes         | 14:13       | Stade Jean-Bouin, Paris                     |
| IX                | 24. Juni 1990 | Aix-en-Provence Argonautes           | Paris Castors                      | 34:70       | Stade Jean-Bouin, Paris                     |
| X                 | 16. Juni 1991 | Aix-en-Provence Argonautes           | Paris Castors                      | 29:70       | Stade Jean-Bouin, Paris                     |
| XI                | 13. Juni 1992 | Aix-en-Provence Argonautes           | Sphinx du Plessis-Robinson         | 33:20       | Stade Jean-Bouin, Paris                     |
| XII               | 12. Juni 1993 | Paris Castors                        | Aix-en-Provence Argonautes         | 27:19       | Stade Robert-Bobin, Bondoufle               |
| XIII              | 26. Juni 1994 | Castors-Sphinx du Plessis-Robinson 2 | Aix-en-Provence Argonautes         | 28:22       | Stade Robert-Bobin, Bondoufle               |
| Casque de Diamant |               |                                      |                                    |             |                                             |
| I                 | 25. Juni 1995 | Aix-en-Provence Argonautes           | Castors-Sphinx du Plessis-Robinson | 36:16       | Stade Charléty, Paris                       |
| II                | 16. Juni 1996 | Mousquetaires du Plessis-Robinson 2  | Aix-en-Provence Argonautes         | 23:19       | Stade Charléty, Paris                       |
| III               | 14. Juni 1997 | Flash de La Courneuve                | Aix-en-Provence Argonautes         | 45:28       | Stade Charléty, Paris                       |
| IV                | 14. Juni 1998 | Aix-en-Provence Argonautes           | Flash de La Courneuve              | 28:14       | Stade Charléty, Paris                       |
| V                 | 20. Juni 1999 | Aix-en-Provence Argonautes           | Asnières Molosses                  | 27:20       | Stade Georges-Carcassonne, Aix-en-Provence  |
| VI                | 17. Juni 2000 | Flash de La Courneuve                | Aix-en-Provence Argonautes         | 68:35       | Stade René Gaillard, Niort                  |
| VII               | 23. Juni 2001 | Aix-en-Provence Argonautes           | Flash de La Courneuve              | 30:23       | Stade Marville, La Courneuve                |
| VIII              | 23. Juni 2002 | Aix-en-Provence Argonautes           | Flash de La Courneuve              | 23:21       | Stade Georges-Carcassonne, Aix-en-Provence  |
| IX                | 1. Juni 2003  | Flash de La Courneuve                | Aix-en-Provence Argonautes         | 28:24       | Stade Georges-Carcassonne, Aix-en-Provence  |
| X                 | 19. Juni 2004 | Spartiates d’Amiens                  | Aix-en-Provence Argonautes         | 41:31       | Stade Marville, La Courneuve                |
| XI                | 18. Juni 2005 | Flash de La Courneuve                | Spartiates d’Amiens                | 33:27       | Stade Marville, La Courneuve                |
| XII               | 17. Juni 2006 | Flash de La Courneuve                | Aix-en-Provence Argonautes         | 48:24       | Stade Marville, La Courneuve                |
| XIII              | 16. Juni 2007 | Flash de La Courneuve                | Thonon Black Panthers              | 21:60       | Stade Charléty, Paris                       |
| XIV               | 28. Juni 2008 | Flash de La Courneuve                | Élancourt Templiers                | 28:22       | Stade Charléty, Paris                       |
| XV                | 20. Juni 2009 | Flash de La Courneuve                | Thonon Black Panthers              | 41:27       | Stade Michel-Hidalgo, Saint-Gratien         |
| XVI               | 27. Juni 2010 | Spartiates d’Amiens                  | Flash de La Courneuve              | 24:21       | Stade Michel-Hidalgo, Saint-Gratien         |
| XVII              | 18. Juni 2011 | Flash de La Courneuve                | Centaures de Grenoble              | 45:27       | Stade Charléty, Paris                       |
| XVIII             | 23. Juni 2012 | Spartiates d’Amiens                  | Thonon Black Panthers              | 10:70       | Stade Charléty, Paris                       |
| XIX               | 22. Juni 2013 | Thonon Black Panthers                | Flash de La Courneuve              | 14:00       | Stade Charléty, Paris                       |
| XX                | 28. Juni 2014 | Thonon Black Panthers                | Asnières Molosses                  | 35:34       | Stade Charléty, Paris                       |
| XXI               | 20. Juni 2015 | Saint-Ouen Cougars                   | Thonon Black Panthers              | 28:70       | Stade Charléty, Paris                       |
| XXII              | 25. Juni 2016 | Saint-Ouen Cougars                   | Nice Dauphins                      | 28:17       | Stade André-et-Guy-Boniface, Mont-de-Marsan |
| XXIII             | 24. Juni 2017 | Flash de La Courneuve                | Thonon Black Panthers              | 44:40       | Stade Parsemain, Fos-sur-Mer                |
| XXIV              | 30. Juni 2018 | Flash de La Courneuve                | Thonon Black Panthers              | 20:14       | Stade Parsemain, Fos-sur-Mer                |
| XXV               | 29. Juni 2019 | Thonon Black Panthers                | Saint-Ouen Cougars                 | 24:70       | Stadium Lille Métropole, Villeneuve-d’Ascq  |
| XXVI              | 9. Juli 2022  | Flash de La Courneuve                | Thonon Black Panthers              | 16:10       | Stade Joseph-Moynat, Thonon-les-Bains       |
| XXVII             | 1. Juli 2023  | Thonon Black Panthers                | Blue Stars de Marseille            | 35:18       | Stade Joseph-Moynat, Thonon-les-Bains       |
| XXVIII            | 30. Juni 2024 | Thonon Black Panthers                | Flash de La Courneuve              | 37:33       | Stade Gilbert Brutus, Perpignan             |
| XXIX              | 28. Juni 2025 | Thonon Black Panthers                | Iron Mask de Cannes                | 44:12       | Chambéry Savoie Stadium, Chambéry           |

| Rang | Team                              | Titel | Teilnahmen |
| ---- | --------------------------------- | ----- | ---------- |
| 1    | Flash de La Courneuve             | 12    | 18         |
| 2    | Aix-en-Provence Argonautes        | 8     | 17         |
| 3    | Thonon Black Panthers             | 6     | 13         |
| 4    | Paris Castors †                   | 4     | 6          |
| 5    | Spartiates d’Amiens               | 3     | 4          |
| 6    | Mousquetaires du Plessis-Robinson | 2     | 4          |
| 6    | Anges Bleus de Joinville          | 2     | 4          |
| 6    | Spartacus de Paris                | 2     | 4          |
| 9    | Saint-Ouen Cougars                | 2     | 3          |
| 10   | Paris Jets                        | 1     | 2          |